# Torneo SANZAR/UAR M21 de 1998
El Torneo SANZAR/UAR M21 de 1998 se disputó en Sudáfrica y fue la cuarta edición del torneo en categoría M21, el torneo fue disputado por las tres naciones pertenecientes a SANZAR y además la Unión Argentina de Rugby, además participó por primera vez la selección de Inglaterra.

## Posiciones

### Fase regular
| Pos. | Equipo        | Encuentros | Encuentros | Encuentros | Encuentros | Tantos  | Tantos    | Tantos     | Puntos Totales |
| Pos. | Equipo        | jugados    | ganados    | empatados  | perdidos   | a favor | en contra | diferencia | Puntos Totales |
| ---- | ------------- | ---------- | ---------- | ---------- | ---------- | ------- | --------- | ---------- | -------------- |
| 1    | Australia     | 4          | 3          | 1          | 0          | 69      | 25        | +44        | 15             |
| 2    | Argentina     | 4          | 3          | 0          | 1          | 109     | 47        | +62        | 14             |
| 3    | Sudáfrica     | 4          | 2          | 1          | 1          | 80      | 84        | -4         | 11             |
| 4    | Nueva Zelanda | 4          | 1          | 0          | 3          | 120     | 43        | +77        | 8              |
| 5    | Inglaterra    | 4          | 0          | 0          | 4          | 28      | 207       | -179       | 0              |

#### Resultados
| 11 de julio | Australia | 24 - 3 | Inglaterra |  |  |

| 11 de julio | Sudáfrica | 6 - 41 | Argentina |  |  |

| 13 de julio | Argentina | 12 - 11 | Nueva Zelanda |  |  |

| 13 de julio | Sudáfrica | 41 - 12 | Inglaterra |  |  |

| 15 de julio | Nueva Zelanda | 93 - 7 | Inglaterra |  |  |

| 15 de julio | Sudáfrica | 15 - 15 | Australia |  |  |

| 16 de julio | Argentina | 49 - 6 | Inglaterra |  |  |

| 16 de julio | Australia | 6 - 0 | Nueva Zelanda |  |  |

| 18 de julio | Australia | 24 - 7 | Argentina |  |  |

| 18 de julio | Sudáfrica | 18 - 16 | Nueva Zelanda |  |  |

| Bandera de Australia |
| Campeón Australia    |
| Tercer título        |